# 乙醚
二乙醚（英語：diethyl ether），簡稱乙醚，也稱依打，是一種醚類有机化合物，结构简式為(C
2H
5)
2O（可简写为Et
2O）。乙醚是一種無色易燃、極易揮發的液體，遇火花、静电、高温、氧化剂（如高氯酸、氯气、氧气、臭氧等）时，有燃烧爆炸的危险；其氣味刺激，带有甜味，曾被用作吸入性全身麻醉劑，也是常见的毒品加工原料。乙醚亦是一種实验室常用的微极性有機溶劑，與空氣隔絕時相當穩定，长期储存时与氧气接触会逐渐形成易爆的氢过氧化乙醚混合物。乙醚稍溶于水，易溶于乙醇、苯、氯仿、石油醚。

## 历史
传说乙醚可能是由公元8世纪的贾比尔或拉蒙·柳利在1275年合成的。1540年，文艺复兴时期的医生瓦勒留斯·科尔杜斯首次具体描述了乙醚的合成方法，他将乙醚称为甜矾油（oleum dulce vitrioli），科尔杜斯通过蒸馏乙醇和矾油制备乙醚，并简单介绍了这种物质的药用性质。大约在同一时期，帕拉塞尔苏斯在狗身上发现了这种物质可用作鎮痛劑。1729年，奥古斯特·西格蒙德·弗罗贝尼乌斯将这种物质命名为乙醚（ether）。人们曾经认为乙醚是某种硫化合物，直至约19世纪才被证明是错误的。

## 制备
实验室中，在濃硫酸作用下于140℃加熱，可由乙醇经分子间失水製得乙醚：
{\displaystyle {\ce {2EtOH ->[{H2SO4}][{140℃}] Et2O + H2O}}}
该反应中醇在酸性条件下质子化形成𨦡盐（a），接着与醇中的氧原子发生亲核取代，同时质子化的羟基以水的形式离去，然后再去质子化得到醚。
CH3CH2OH + H+ {\displaystyle {\ce {<=>}}} CH3CH2H2 (a)
CH3CH2H2 + HOCH2CH3 {\displaystyle {\ce {<=>}}} (CH3CH2)2H {\displaystyle {\ce {<=>}}} (CH3CH2)2O
此反应需要严格控制反应温度，并不断添加乙醇，如果反应温度达到170℃，则反应的产物会以乙烯为主。
另一种制备醚的方法是Williamson醚合成，反应是碱金属醇盐和卤代烷在无水条件下的亲核取代反应：
除硫酸外，磷酸、对甲苯磺酸、氧化铝、氯化锌、三氟化硼等酸性催化剂都能用于醇分子间失水反应。大部分乙醚是乙烯气相水合制备乙醇时的副产物，该工艺使用固相磷酸催化剂催化。工业上，常用γ-氧化铝作为催化剂，在300℃下脱水生成乙醚，此法可以用于制备一些高级醚：
{\displaystyle {\ce {2EtOH ->[{Al2O3}][{300℃}] Et2O + H2O}}}

## 用途
- 可用作生产纤维素塑料如醋酯纤维的溶剂。[12]
- 乙醚的十六烷值高，因其揮發性强、闪点低而可与石油馏分组合为发动机启动液。
- 可用作蜡、脂肪、油、香料、生物碱、軟膠等的溶剂。
- 乙醚在水中的溶解度小，可作液-液萃取的溶剂；可以用于提取青蒿素。[14]
- 乙醚曾作为吸入麻醉药使用（使用前必须以碘化鉀醋酸溶液验纯，以确定无过氧化物），但因恢復期長且不良反应多，現今更倾向使用氟代醚麻醉药如地氟醚和七氟醚。[15]
- 曾有说法称有不法分子使用浸有乙醚的毛巾捂人口鼻，迅速使被害人昏迷后偷抢财物，后经指出这是虚假的传言，理由是吸入乙醚蒸汽使人昏迷所用的时间太长，且易使被害者有生命危险。[16]
- 乙醚曾被用作娛樂性藥物，在19世纪30年代的美国曾举行过被称为“乙醚狂欢”的公共娱乐活动，人们吸食乙醚或笑气以达到亢奋状态[17]。20世纪初的波兰农民流行在饮料中添加数滴（kropki）乙醚，蘭科人会将它倒入牛奶、甜水或橙汁中，装在烈酒杯中饮用[18]。

## 安全性
乙醚极易燃，久置又能形成易爆的混合物。乙醚蒸汽会与空气形成易燃的混合物，即使不是明火，也可能被加热板、电弧、蒸汽管道所点燃。
乙醚对光和空气敏感，倾向于以过氧化物的形式存在，可以形成具有爆炸性的过氧乙醚。过氧乙醚沸点更高，并且在干燥的时候可能发生爆炸。市售乙醚中会加入微量的抗氧化剂2,6-二叔丁基对甲酚（BHT）；与氢氧化钠一同储存会沉淀出氢过氧化醚。乙醚中的水和过氧化物可使用钠和二苯甲酮蒸馏，或是通过活性氧化鋁柱去除。

## 备注
1. ↑  Et为乙基ethyl-的缩写。
2. ↑  市售的无水乙醚中，为防止过氧化物的形成，会加入0.05 μg/g二乙基氨基二硫代甲酸钠作抗氧剂。
3. ↑  Vitriol指一类由金属硫酸盐组成的晶体，习惯上用颜色来区分，如绿矾、白矾和蓝矾水合硫酸铜。vitriol 一词源于拉丁语 vitriolus，意思是「小玻璃」，因为这些晶体就像一块块彩色玻璃。
4. ↑  矾油（oil of vitriol）是浓硫酸的旧称，中国古代称为“绿矾油”，因为当时浓硫酸的生产依赖绿矾的干馏（热解）。